# La Brugeoise et Nivelles

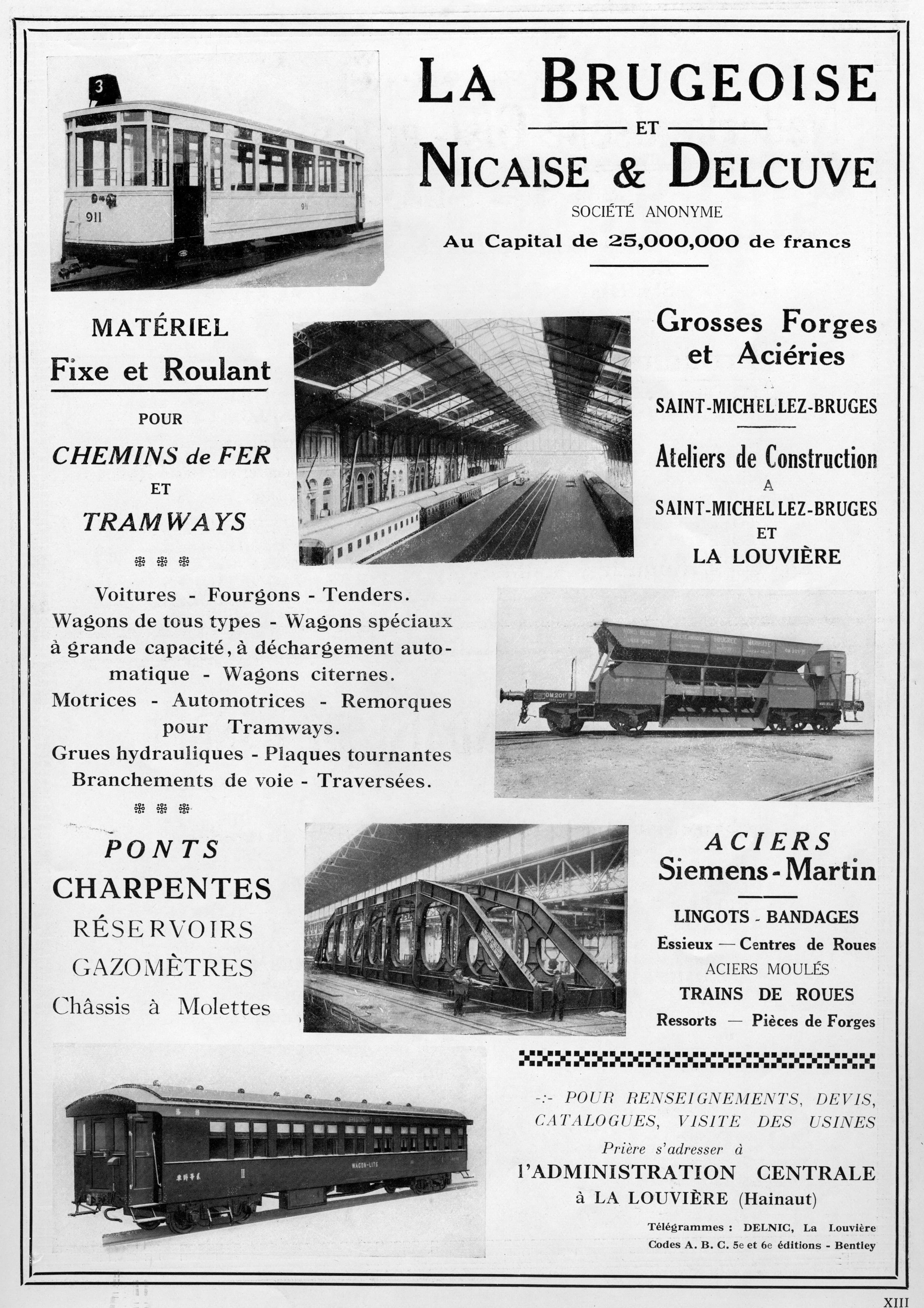
Annons för "La Brugeoise" omkring 1930.

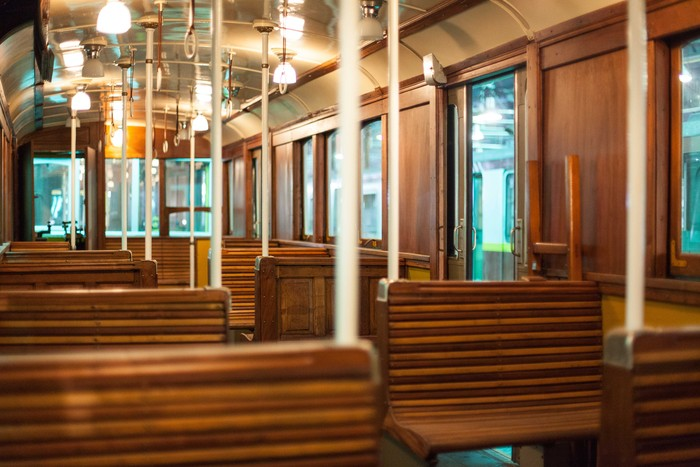
Interiör av veterantunnelbanevagn i Buenos Aires

La Brugeoise et Nivelles SA, senare BN Constructions Ferroviaires et Métalliques, var en belgisk tillverkare av järnvägslok och andra spårfordon. Det bildades genom en fusion av La Brugeoise et Nicaise et Delcuve och Les Ateliers Métallurgiques de Nivelles.
Bolaget köptes av Bombardier Transportation 1988. Fabrikerna i Nivelles och Manage stängdes ned 1989 respektive 2000. Kvarvarande fabrik i Brygge drivs som Bombardier Transportation Belgium S.A..

## Historik
Joseph De Jaegher grundade 1851 en järnhandel i Brygge, vilken 1855 utvidgades med den mekaniska verkstaden Ateliers J. Jaegher. Denna slogs samman 1891 med en annan verkstad i grannskapet, Usines Ferdinand Feldhaus, till Ateliers de Construction Forges et Aceries de Bruges och hade år 1900 vuxit till ett större belgiskt verkstadsföretag. 
År 1913 bildades företaget La Brugeoise et Nicaise et Delcuve genom en fusion med Nicaise et Delcuve. År 1919 köptes företaget av Société Générale de Belgique.
År 1956 fusionerade La Brugeoise et Nicaise et Delcuve och Les Ateliers Métallurgiques de Nivelles till La Brugeoise et Nivelles och 1977 skedde en sammanslagning med Constructions Ferroviaries du Centre till BN Constructions Ferroviaries et Métalliques (BN).
Bombardier köpte 1986 45 % av aktierna och utökade aktieinnehavet till 91 % 1988. Fabriken i Nivelles stängdes 1989/1990 och fabrikerna i  Brügge och Manage utgjorde från 1991 en division inom Bombardier Eurorail. Fabriken i Manage stängdes efter millennieskiftet.

## Produkter i urval
Fabriken i Manage började tillverka rälsfordon 1875, och 1885 tillverkade fabriken i Brygge sin första spårvagn. Företaget gjorde också broar, slussluckor, kranar och fartyg.
Från 1961 tillverkade företaget på amerikansk licens diesellokomotiv och 1973 gjordes de första tunnelbanetågen till lokaltransportföretaget i Bryssel, Société des Transports Intercommunaux de Bruxelles.
År 1989 fick ett konsortium av BN, Ateliers de construction du Nord de la France och Bombardier kontrakt på att konstruera passagerartågen för Eurotunnel Shuttle.

## Fotogalleri

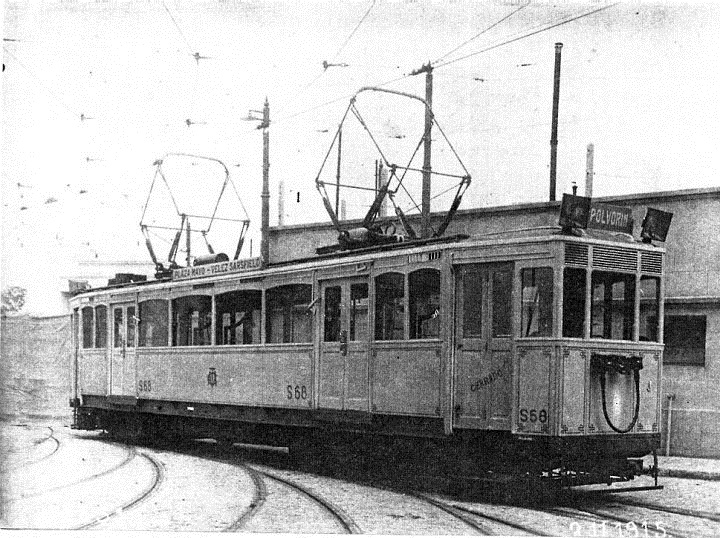
Tunnelbanetåg i Buenos Aires, 1913
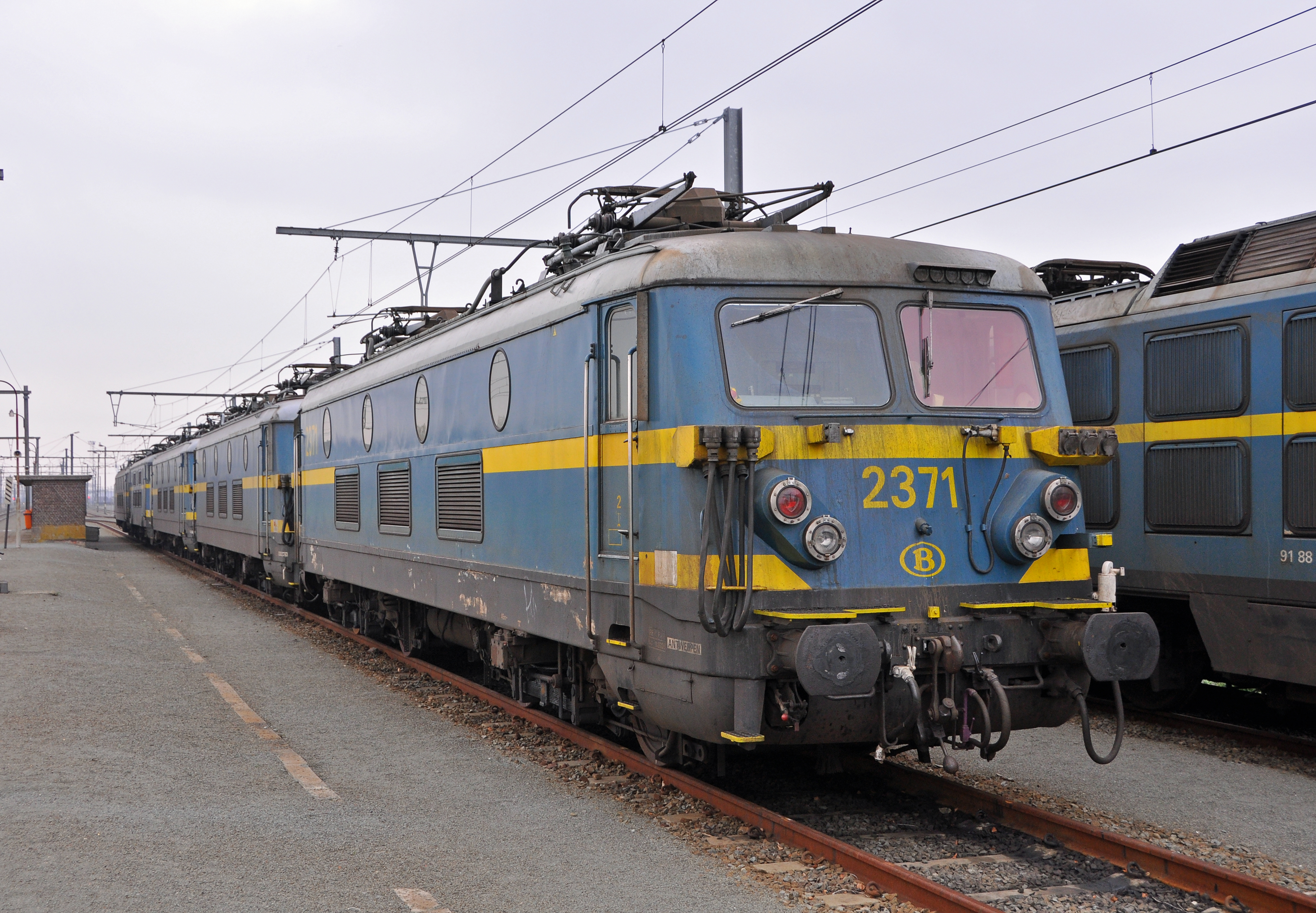
Lokomotiv NMBS/SNCB klass 23, tillverkat 1955–1957
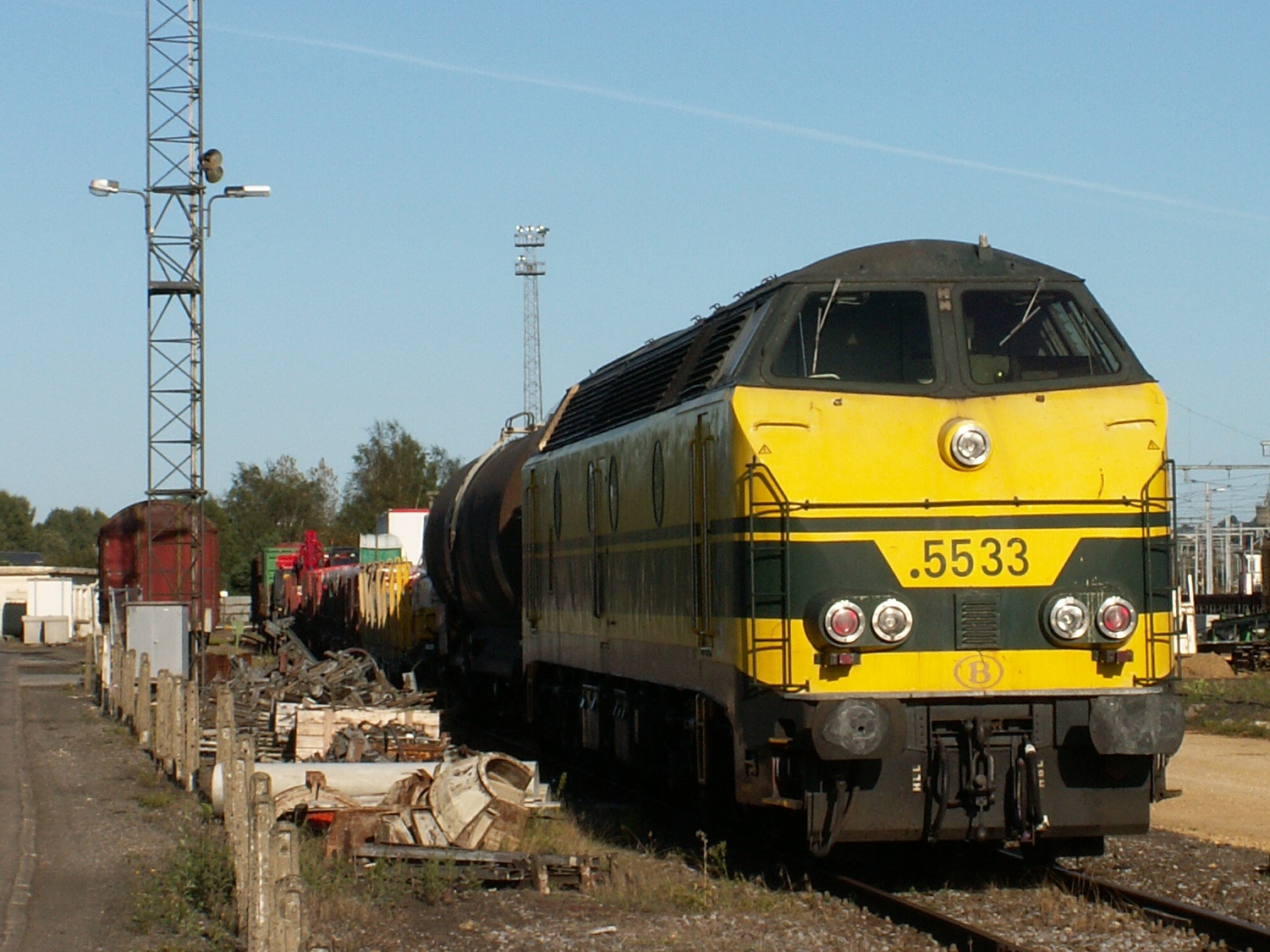
Lokomotiv NMBS/SNCB klass 55, tillverkat 1961–1962
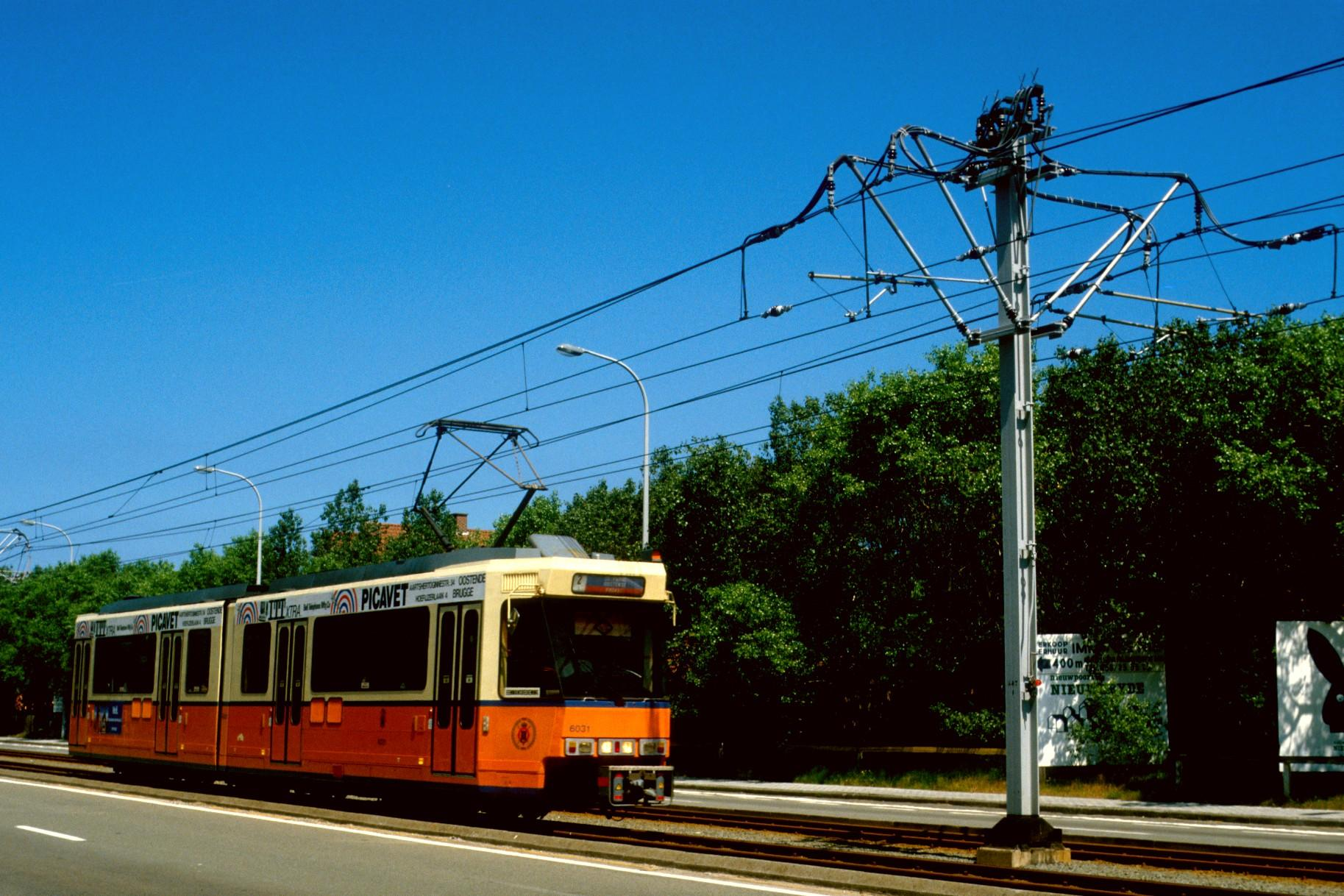
Spårvagn på Kusttram i Belgien, tillverkad  1980–1983
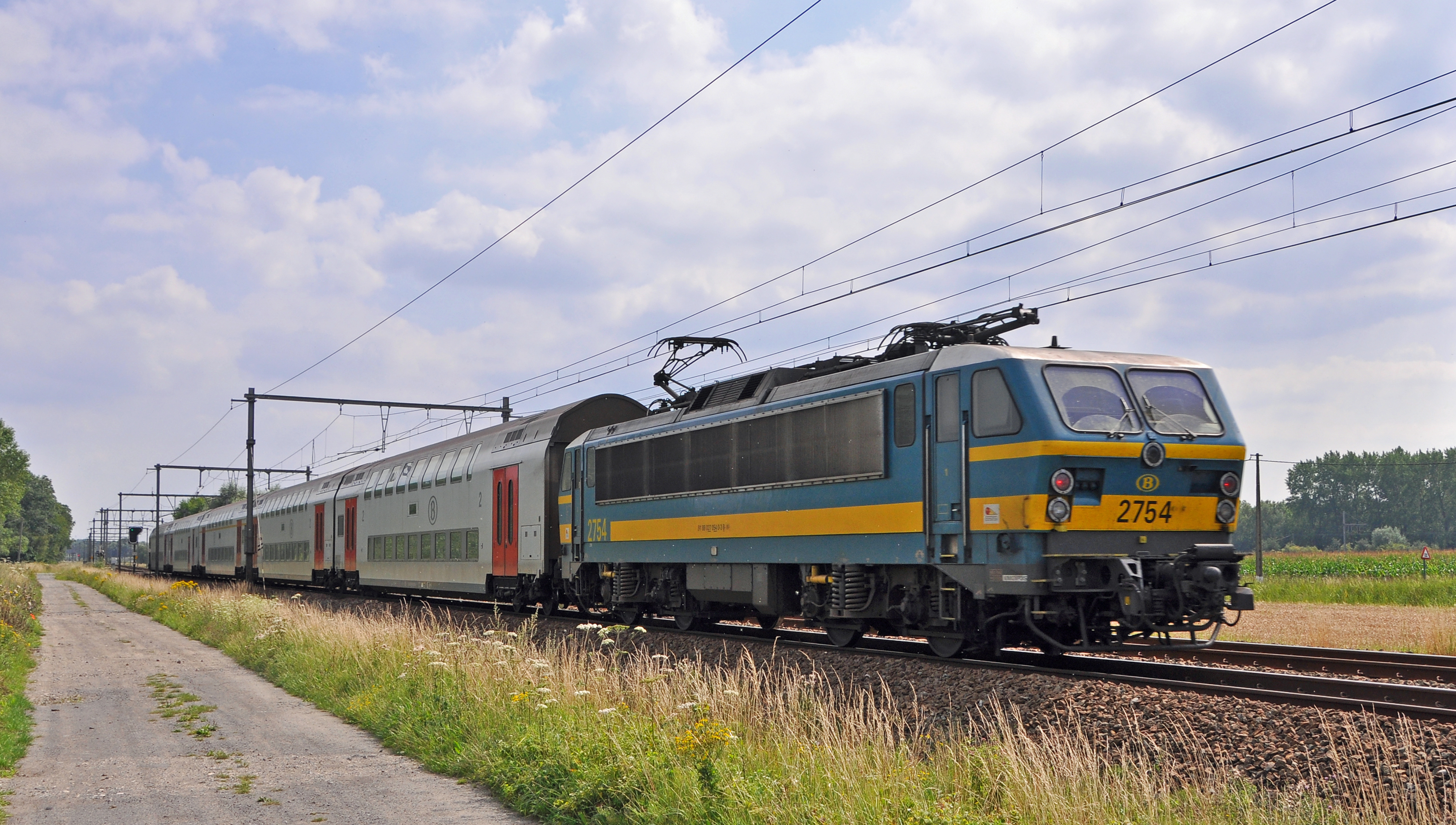
NMBS/SNCB class 27, tillverkat 1981–1984
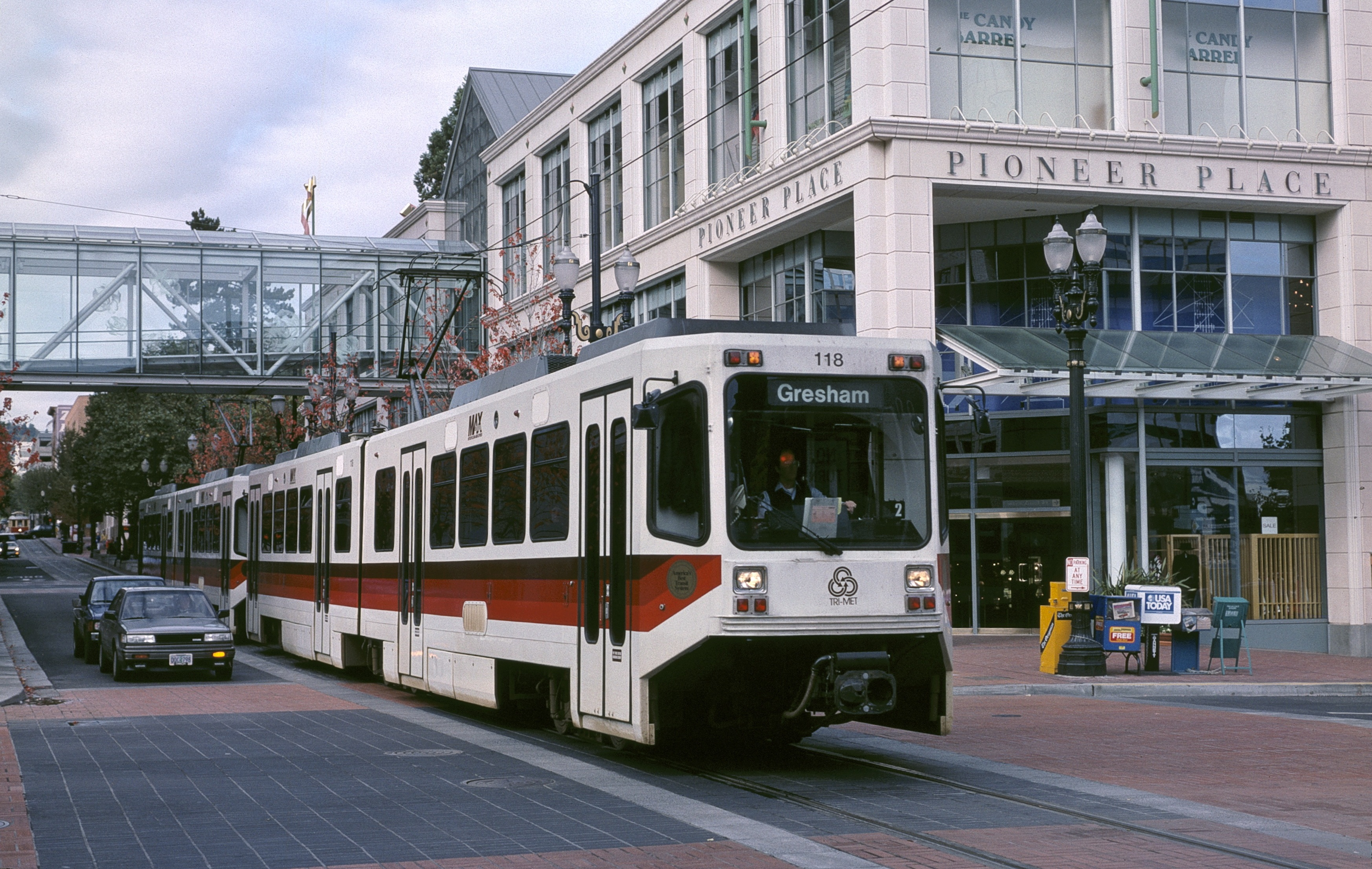
Spårvagn MAX Type 1 i Portland i Oregon i USA, tillverkad 1981-1986
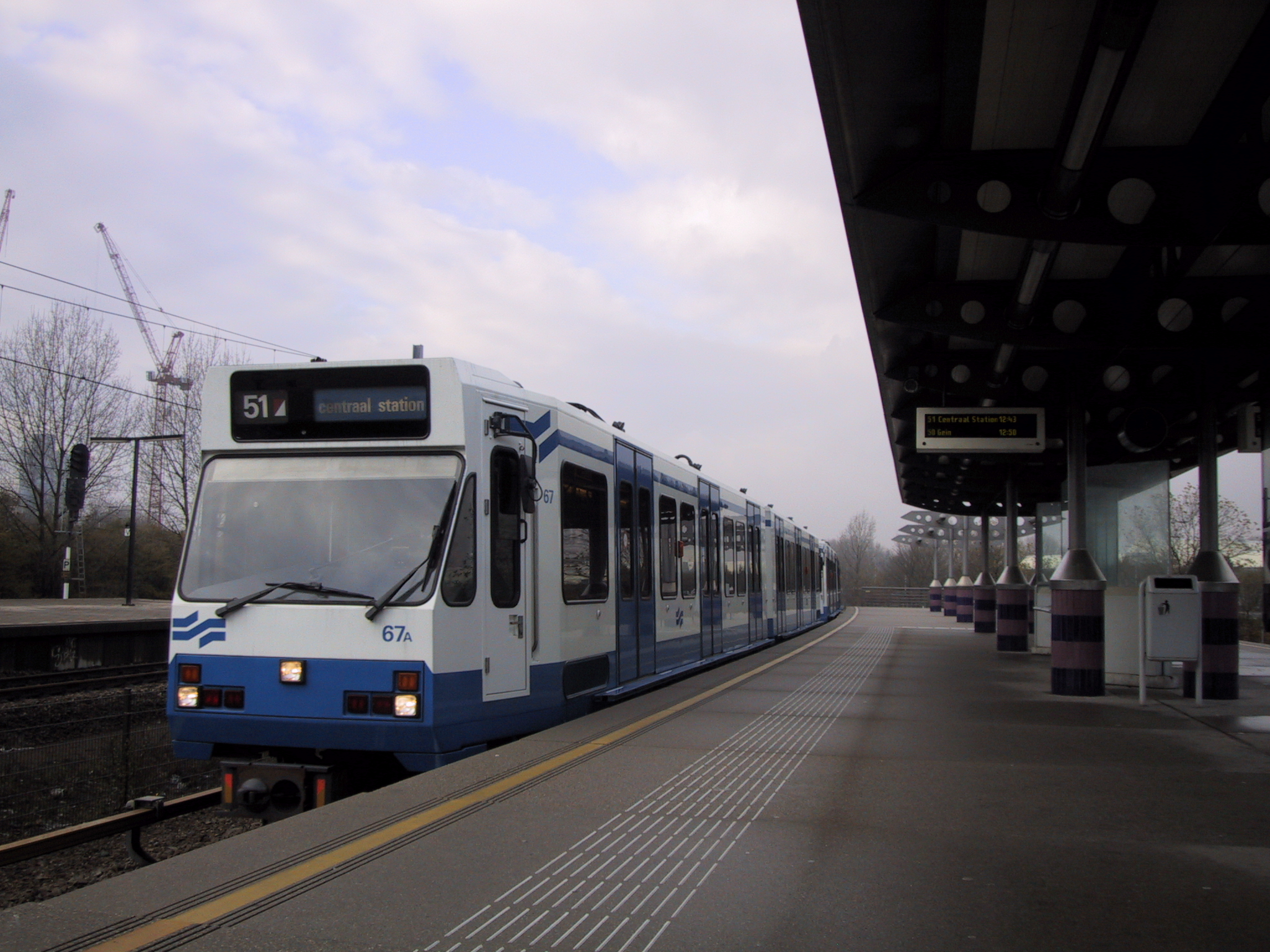
Modell LRV för Amsterdams tunnelbana, tillverkad 1990–1994
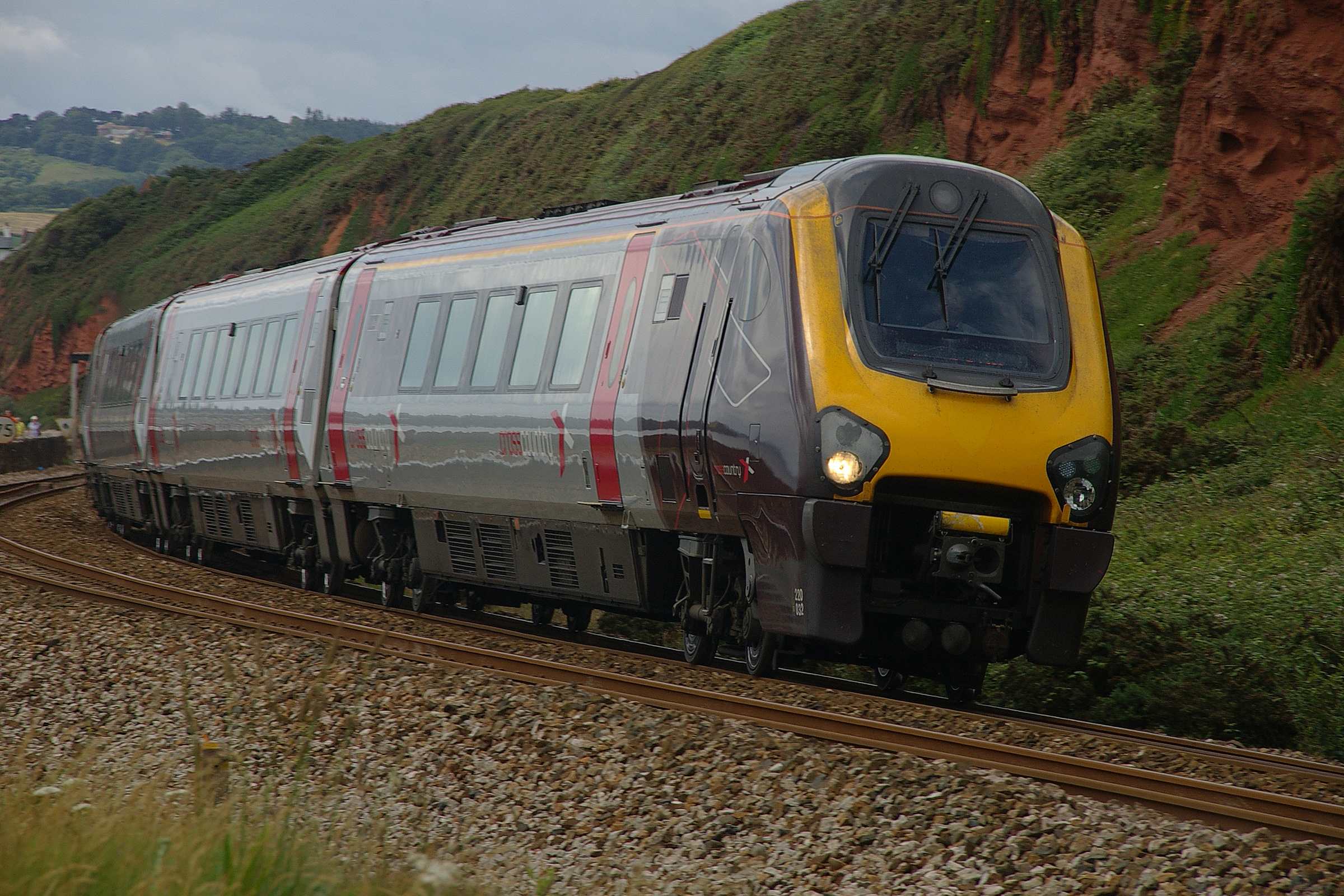
Brittiskt pendeltåg klass 220, tillverkat 2000–2001